# Official Hip Hop and R&B Chart
Le UK Hip Hop and R&B Chart est un hit-parade hebdomadaire établi par The Official Charts Company (OCC) sur la base des ventes d'albums et de singles (vinyle, CD et numérique) au Royaume-Uni, dans les genres musicaux hip-hop et RnB et ceux apparentés à ces genres (Funk, soul...).
Ce hit-parade a été créé en octobre 1994,.